# Micropeza reconditus
Micropeza reconditus är en tvåvingeart som beskrevs av Albuquerque 1967. Micropeza reconditus ingår i släktet Micropeza och familjen skridflugor. Inga underarter finns listade i Catalogue of Life.